# الدوري الأمريكي لكرة السلة للمحترفين 1970–71
الدوري الأمريكي لكرة السلة للمحترفين 1970–71 (بالإنجليزية: 1970–71 NBA season)‏ هو موسم من الرابطة الوطنية لكرة السلة. أقيم خلال الفترة 13 أكتوبر 1970 وحتى 30 أبريل 1971، وأشرف على تنظيمه الرابطة الوطنية لكرة السلة، وفاز فيه ميلووكي باكز.